# Alestorm
Alestorm is een folk/powermetalband uit Perth, Schotland, opgericht onder de naam Battleheart in 2004.
De band schrijft graag muziek over alles wat met piraten en het piratenleven te maken heeft, vandaar dat zij de muziek omschrijven als "True Scottish Pirate Metal".
Na het uitbrengen van 2 ep's onder de naam Battleheart, gingen de bandleden in 2007 een contract aan met Napalm Records. Dit was ook het moment waarop zij hun naam veranderden in Alestorm. Een gerucht dat de ronde doet, is dat deze naamswijziging tot stand kwam in verband met het bestaan van de groep BattleLore, eveneens onder Napalm Records.

## Biografie
De band begon met twee leden, te weten Gavin Harper en Christopher Bowes, maar begin 2006 nam Battleheart een opzichzelfstaande ep op in Mels thuisstudio. De band werd later compleet door de aanvulling bestaande uit bassist Dani Evans en drummer Doug Swierczek. Battleheart speelde het eerste live-concert al vijf dagen nadat alle bandleden elkaar voor het eerst hadden ontmoet.
Een tweede ep werd later dat jaar opgenomen, dit keer in samenwerking met Evans. De drums werden wel weer geprogrammeerd. Nog later dat jaar werd het nummer Set Sail and Conquer van de ep uitgebracht op de cd die bij het blad Metal Hammer meegeleverd werd. Op deze cd, genaamd "Battle Metal V", stonden onder andere bands als Týr, Firewind, HammerFall en Blind Guardian.
Begin 2007 verliet drummer Doug Swierczek de band vanwege persoonlijke omstandigheden en hij werd vervangen door Ian Wilson uit de band Catharist. Later dat jaar veranderden de bandleden hun naam in Alestorm, nadat ze waren gecontracteerd door Napalm Records (hoewel dit in omgekeerde volgorde bekend werd gemaakt). Het debuutalbum Captain Morgan's Revenge werd begin 2008 uitgebracht. Het nummer Captain Morgan's Revenge verscheen ook op de cd "Metal Hammer's Battle Metal VI".
In april 2008 kwam de single Heavy Metal Pirates uit als een download. Ian Wilson verliet Alestorm in juni van dit jaar omdat hij niet in staat was zich volledig aan de band te wijden, en hij werd tijdelijk vervangen door de Duitser Alex Tabisz. Later, in augustus dat jaar, voegde Wilson zich weer bij de band, net op tijd voor een show in Ivory Blacks in Glasgow op 29 augustus.
In september 2008 kondigde Bowes op de officiële Bloodstock-forums aan dat gitarist Gavin Harper de band verliet omdat, volgens Harper, "hij niet langer het enthousiasme kon opbrengen voor Alestorm". Ook plaatste Gavin een bericht op de website van Alestorm op MySpace over zijn vertrek. Tim Shaw werd aangesteld als vervanger, maar deze verliet de band weer na korte tijd. Dani Evans heeft sindsdien zijn bas ingeruild voor zijn gitaar, en Gareth Murdock van de band Waylander werd aangesteld als vervangend bassist.
Eind februari 2009, na de tweede Europese tournee, ging de band van start met een tournee door Noord-Amerika met Týr en Suidakra.
Van april tot mei 2009 waren Alestorm, Týr, Heidevolk en Adorned Blood te zien in een Europese tournee genaamd "Black Sails Over Europe". Napalm Records bracht van deze tournee een cd uit, met hierop nieuwe nummers van zowel Alestorm als Týr en vier nummers van Heidevolk. Van deze cd werden slechts 1000 exemplaren geperst.
Van 11 september tot 3 oktober 2009 volgde een nieuwe Europese tournee (Paganfest), tijdens welke de groep ook tweemaal in Nederland optrad. Op 25 september traden zij op in de Effenaar in Eindhoven. Het programma van deze avond werd verder gevuld door Swashbuckle, Ex Deo, Die Apokalyptischen Reiter, Unleashed en Korpiklaani.
Ook tijdens het Paganfest 2010 trad Alestorm op. Vlak voor Paganfest 2010 gaf drummer Ian Wilson aan de band te willen verlaten omdat hij zich niet meer volledig op de band wilde storten, alsmede om andere persoonlijke redenen. In twee dagen tijd werd de nieuwe drummer, Pete Alcorn, klaargestoomd voor zijn positie in de band.
Ze waren ook te zien op Graspop te Dessel in 2022, op het  Alcatraz festival (2023)  in Kortrijk ook op de mainstage.

## Bandleden

### Huidige leden
- Christopher Bowes – vocalen, keytar (2004–heden)
- Gareth Murdock – basgitaar (2008–heden)
- Peter Alcorn – drums (2010–heden)
- Elliot Vernon – toetsen (2011–heden)
- Máté Bodor – gitaar (2016–heden)

### Oud-bandleden

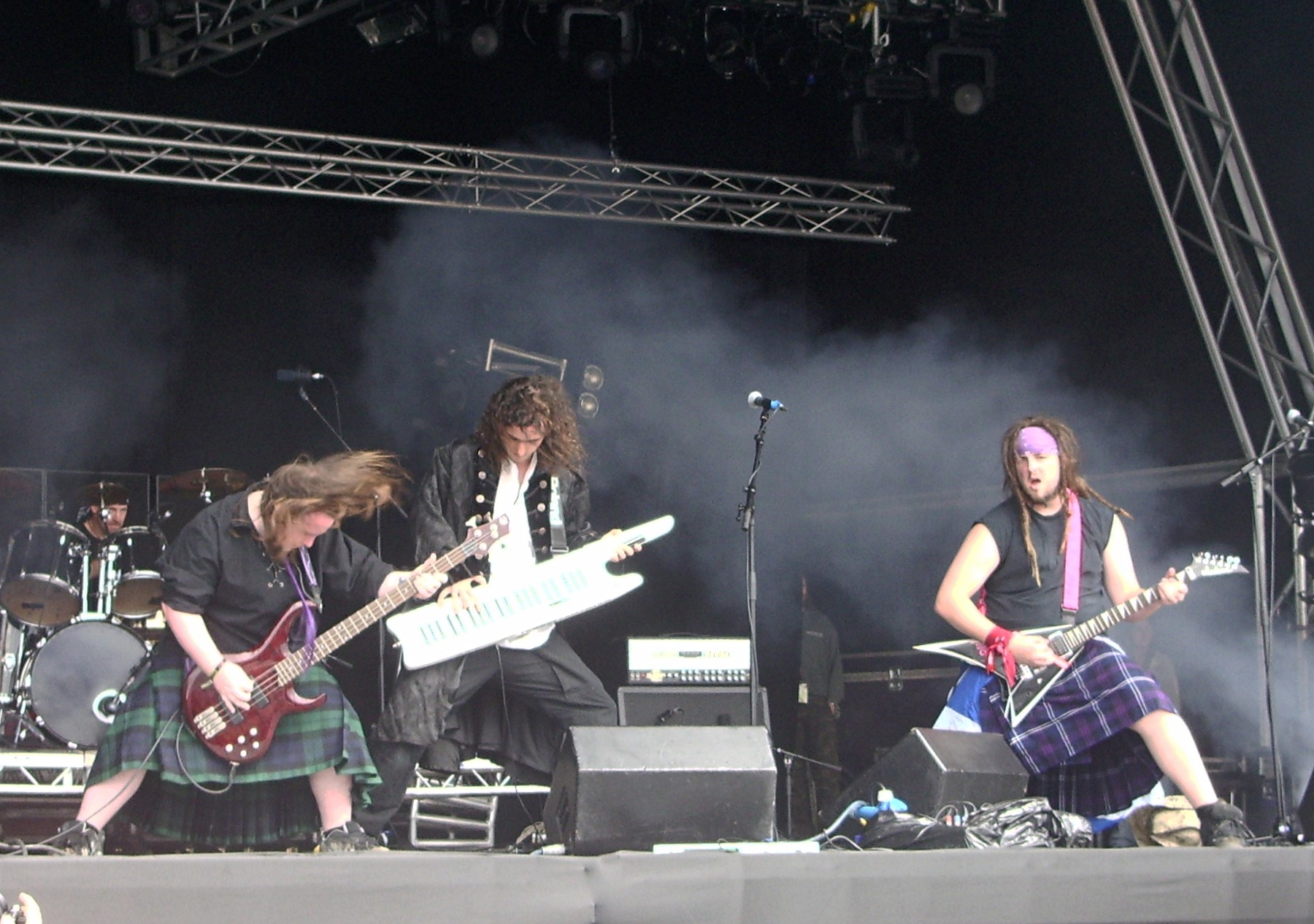
Alestorm in 2008 met zang/keytar Christopher Bowes, basgitaar Dani Evans, gitaar Gavin Harper en aan de drum Alexanda Tabisz

- Dani Evans – gitaar (2008–2015), basgitaar (2006–2008)
- Doug Swierczek – drums (2004–2007)
- Alexanda Tabisz – drums (2008)
- Gavin Harper – gitaar (2003–2008)
- Tim Shaw – gitaar (2008)
- Ian Wilson – drums (2007–2008, 2008–2010)

### Sessieleden
- Micha Wagner – drums
- Lasse Lammert – gitaar (op Black Sails at Midnight)

## Discografie

### Albums
- Captain Morgan's Revenge (2008)
- Black Sails at Midnight (2009)
- Back Through Time (2011)
- Live at the End of the World (2013)
- Sunset on the Golden Age (2014)
- No Grave but the Sea (2017)
- Captain Morgan's Revenge 10th Anniversay Edition (2018, remaster & bonus CD "Live at Summerbreeze 2015")
- Curse of the Crystal Coconut (2020)
- Seventh Rum of a Seventh Rum (2022)
- The Thunderfist Chronicles/The Thunderfist Chronicles (Deluxe Version) (2025)

### Ep's/demo's/singles (selectie)
- Battleheart (ep) (2006)
- Terror on the High Seas (ep) (2006)
- Leviathan (ep) (2008)
- Heavy Metal Pirates (single) (2008)
- In the Navy (single) (2013)
- Treasure Chest Party Quest (single) (2020)[1]

### Compilaties
- With Us or Against Us (2007, gratis album bij Napalm Records-merchandise)
- Battle Metal V (2007, uitgebracht op een cd bij het blad Metal Hammer)
- Battle Metal VI (2008, uitgebracht op een cd bij het blad Metal Hammer)
- With Us or Against Us X (2008, gratis album bij Napalm Records-merchandise)